# In Old Mexico (film 1938)
In Old Mexico è un film del 1938 diretto da Edward D. Venturini.
È un western statunitense con William Boyd, George 'Gabby' Hayes e Russell Hayden. Fa parte della serie di film western incentrati sul personaggio di Hopalong Cassidy (interpretato da Boyd) creato nel 1904 dallo scrittore Clarence E. Mulford. È basato sul romanzo del 1927 Corson of the JC di Mulford.

## Produzione
Il film, diretto da Edward D. Venturini su una sceneggiatura di Harrison Jacobs e un soggetto di Clarence E. Mulford, fu prodotto da Harry Sherman tramite la Harry Sherman Productions e girato nei General Service Studios e nel ranch di Boca del Toro a Baja, in California, da metà maggio all'inizio di giugno 1938. I titoli di lavorazione furono  Corson of the JC e The Return of the Fox.

## Distribuzione
Il film fu distribuito negli Stati Uniti dal 9 settembre 1938 (première a El Paso) al cinema dalla Paramount Pictures.
Altre distribuzioni:
- in Portogallo il 10 aprile 1939 (A Filha do Zorro)
- in Danimarca il 18 settembre 1939 (Hopalong i Mexico)
- negli Stati Uniti il 7 febbraio 1948 (redistribuzione)
- in Germania Ovest nel 1952 (Der Rächer von Old Mexico)
- in Brasile (Felicidade em Brumas)
- negli Stati Uniti (Return of the Fox)